# Ali Shadmani
Ali Shadmani (en persa : علی شادمانی ; Hamadan, siglo XX- Teherán, 17 de junio de 2025) fue un oficial militar iraní, comandante del Cuerpo de la Guardia Revolucionaria Islámica (IRGC).

## Biografía
Nacido en Hamadan, Shadmani sirvió como comandante del Cuartel General Central de Khatam al-Anbiya durante unos días en junio de 2025, antes de morir en un ataque aéreo israelí durante los ataques israelíes de junio de 2025, dirigidos contra altos mandos militares iraníes, instalaciones nucleares y personal científico. Shadmani reemplazó al general de división Gholam Ali Rashid tras su fallecimiento el 13 de junio de 2025, también en un ataque aéreo israelí.

### Sanciones
En octubre de 2024, Shadmani fue sancionado por la Unión Europea mientras se desempeñaba como Coordinador Adjunto del Cuartel General Khatam al-Anbiya (KCHQ) del CGRI de Irán, tras la transferencia de misiles y drones iraníes a Rusia. Shadmani se enfrentó a la congelación de activos, la prohibición de viajar y la prohibición de recibir recursos financieros o económicos de entidades de la Unión Europea.

### Fallecimiento
El 17 de junio de 2025, las Fuerzas de Defensa de Israel informaron que Shadmani había muerto en un ataque aéreo israelí contra una instalación de comando en el centro de Teherán. El ataque ocurrió apenas cuatro días después de que Shadmani fuera nombrado para reemplazar a Gholam Ali Rashid, quien también había muerto en un ataque aéreo israelí, el 13 de junio de 2025.